# 다나카 하유마
다나카 하유마(일본어: 田中 隼磨, 1982년 7월 31일 ~ )는 일본의 전 축구 선수이다.

## 구단 경력
그는 2001년부터 2022년까지 J리그의 요코하마 F. 마리노스, 도쿄 베르디, 나고야 그램퍼스, 마쓰모토 야마가 FC에서 활동하였다.

## 국가대표팀 경력
그는 2002년 아시안 게임에 참가할 일본 U-23 국가대표팀에 발탁되었으며, 은메달 획득에 기여했다.
그는 2006년 8월 9일 트리니다드 토바고과의 경기에서 일본 국가대표팀에 데뷔했다.

## 통계
| 일본 | 일본 | 일본 |
| 연도 | 출전 | 득점 |
| ---- | ---- | ---- |
| 2006 | 1    | 0    |
| 통산 | 1    | 0    |